# Eien
Singles de BoA
Vivid
(2008) Bump! Bump!
(2009)
Eien est le 28e single de BoA sorti sous le label Avex Trax le 18 février 2009 au Japon. Il atteint la 8e place du classement de l'Oricon et reste classé 5 semaines pour un total de 22 354 exemplaires vendus. Les chansons Eien, Universe et Believe in Love se trouvent sur la compilation Best and USA.

## Liste des titres
| 1. | Eien (永遠)                                          |  |
| 2. | Universe feat. Crystal Kay & VERBAL (M-Flo)          |  |
| 3. | Believe in Love feat. BoA (Acoustic Version) [ravex] |  |
| 4. | Best Hit Mega Blend (First Press)                    |  |
| 5. | Eien (instrumental) (永遠)                           |  |
| 6. | Universe (instrumental)                              |  |

| 1. | Introduction of "BEST&USA" |  |

| 1. | Eien (Music Clip) (永遠)                         |  |
| 2. | Introduction of "BEST&USA"                       |  |
| 3. | Best Hit Mega Blend ~Visual Remix~ (First Press) |  |